# Cauchyova–Goursatova věta
Cauchyova–Goursatova věta (také Cauchyova věta nebo Cauchyova věta o integrálech) je věta z oblasti komplexní analýzy. Říká, že integrály holomorfních funkcí po uzavřených křivkách jsou za určitých podmínek vždy nulové. Je pojmenována po svých autorech: v jednodušší podobě (jen pro pravoúhlé oblasti) větu vyslovil roku 1814 Augustin Louis Cauchy a později ji zobecnil Edouard Goursat. Jedním z důsledků věty je Cauchyův vzorec, umožňující počítat hodnoty holomorfních funkcí uvnitř nějaké oblasti z hodnot na její hranici.
Věta zní takto: Nechť G je jednoduše souvislá a otevřená množina komplexních čísel a f je holomorfní funkce definovaná v G. Nechť C je Jordanova křivka (tj. jednoduchá uzavřená rektifikovatelná křivka) v G, která je po částech hladká. Pak integrál f po křivce C se rovná nule. Zapsáno rovnicí:
{\displaystyle \oint _{C}f(z)\,dz=0.}
Nejjednodušší důkaz se zakládá na tom, že se integrál rozepíše na reálnou a imaginární část, pomocí Greenovy věty převede na integrál přes vnitřek křivky C a na základě Cauchyho–Riemannových podmínek se ukáže, že integrand se rovná konstantně nule. Jestliže tedy {\displaystyle \displaystyle f=u+iv}
a {\displaystyle \displaystyle dz=dx+i\,dy}, pak
{\displaystyle \oint _{C}f(z)\,dz=\oint _{C}(u+iv)(dx+i\,dy)=\oint _{C}(u\,dx-v\,dy)+i\oint _{C}(v\,dx+u\,dy).}
Oba integrály lze upravit pomocí Greenovy věty:
{\displaystyle \oint _{C}(u\,dx-v\,dy)=\iint _{vnit.C}\left(-{\frac {\partial v}{\partial x}}-{\frac {\partial u}{\partial y}}\right)\,dx\,dy,}
{\displaystyle \oint _{C}(v\,dx+u\,dy)=\iint _{vnit.C}\left({\frac {\partial u}{\partial x}}-{\frac {\partial v}{\partial y}}\right)\,dx\,dy,}
přičemž integrandy jsou podle Cauchyho–Riemannových podmínek nulové, čímž je tvrzení dokázáno.
Opačné tvrzení, tedy že z nulovosti integrálů po uzavřených křivkách vyplývá holomorfnost funkce, se nazývá Morerova věta.
Větu lze dále zobecnit pro případ, že uvnitř křivky C se nacházejí oblasti, na kterých funkce f není holomorfní nebo není definovaná, ale tyto oblasti jsme schopni omezit po částech hladkými Jordanovými křivkami. Obecná Cauchyova–Goursatova věta zní:
Nechť C a C1, ..., Cn jsou po částech hladké a souhlasně orientované Jordanovy křivky, nechť C1, ..., Cn leží uvnitř C a vnitřky křivek C1, ..., Cn jsou navzájem disjunktní. Nechť f je holomorfní na křivce C a na jejím vnitřku s případnou výjimkou vnitřků křivek C1, ..., Cn. Pak platí
{\displaystyle \oint _{C}f(z)\mathop {\mathrm {d} z} =\sum _{i=1}^{n}\oint _{C_{i}}f(z)\mathop {\mathrm {d} z} .}